# Claveisolles
Claveisolles é uma comuna francesa na região administrativa de Auvérnia-Ródano-Alpes, no departamento de Ródano. Estende-se por uma área de 28,33 km². Em 2010 a comuna tinha 694 habitantes (densidade: 24,5 hab./km²).